# انیو گوارنیری
انیو گوارنیری (ایتالیایی: Ennio Guarnieri؛ زادهٔ ۱۲ اکتبر ۱۹۳۰ - ۱ ژوئیه ۲۰۱۹) یک فیلم‌بردار اهل ایتالیا است.

## فیلم‌شناسی
- اگر انجامش بدی، توی دردسر می‌افتی (۲۰۰۱)
- نجیب و بدجنس (۱۹۹۸)
- دختر زیبا (۱۹۹۶)
- گنجشک (۱۹۹۳)
- از روی درماندگی، جولیا (۱۹۸۹)
- رقاص‌ها (۱۹۸۷)
- بدرود مسکو (۱۹۸۷)
- به نوبت (۱۹۸۱)
- مادام کاملیا (۱۹۸۱)
- دکتر جکیل و بانوی مهربان (۱۹۷۹)
- مهمان (۱۹۷۹)
- گربه (۱۹۷۷)
- کشور زیبا (۱۹۷۷)
- همسر شهرآشوب (۱۹۷۷)
- از دیدار مجدد شما خوشحالم (۱۹۷۶)
- ارث (۱۹۷۶)
- گذرگاه کاساندرا (۱۹۷۶)
- پرستار (۱۹۷۵)
- در زیر پلکان باستانی (۱۹۷۵)
- کمیل ۲۰۰۰ (۱۹۶۹)
- پزشک بیمه سلامت (۱۹۶۸)
- دختران زیبا (۱۹۶۵)